# Юсупов, Артур Маякович
Арту́р Маякович Юсу́пов (нем. Artur Jussupow; род. 13 февраля 1960 года, Москва) — советский и немецкий шахматист, гроссмейстер (1980). Участник финального матча претендентов на звание чемпиона мира (1986). Заслуженный мастер спорта СССР (1987), заслуженный тренер ФИДЕ (2005).
Наивысший рейтинг — 2680 (июль 1995), наивысшее место в рейтинг-листе — 3-е (июль 1987).

## Биография

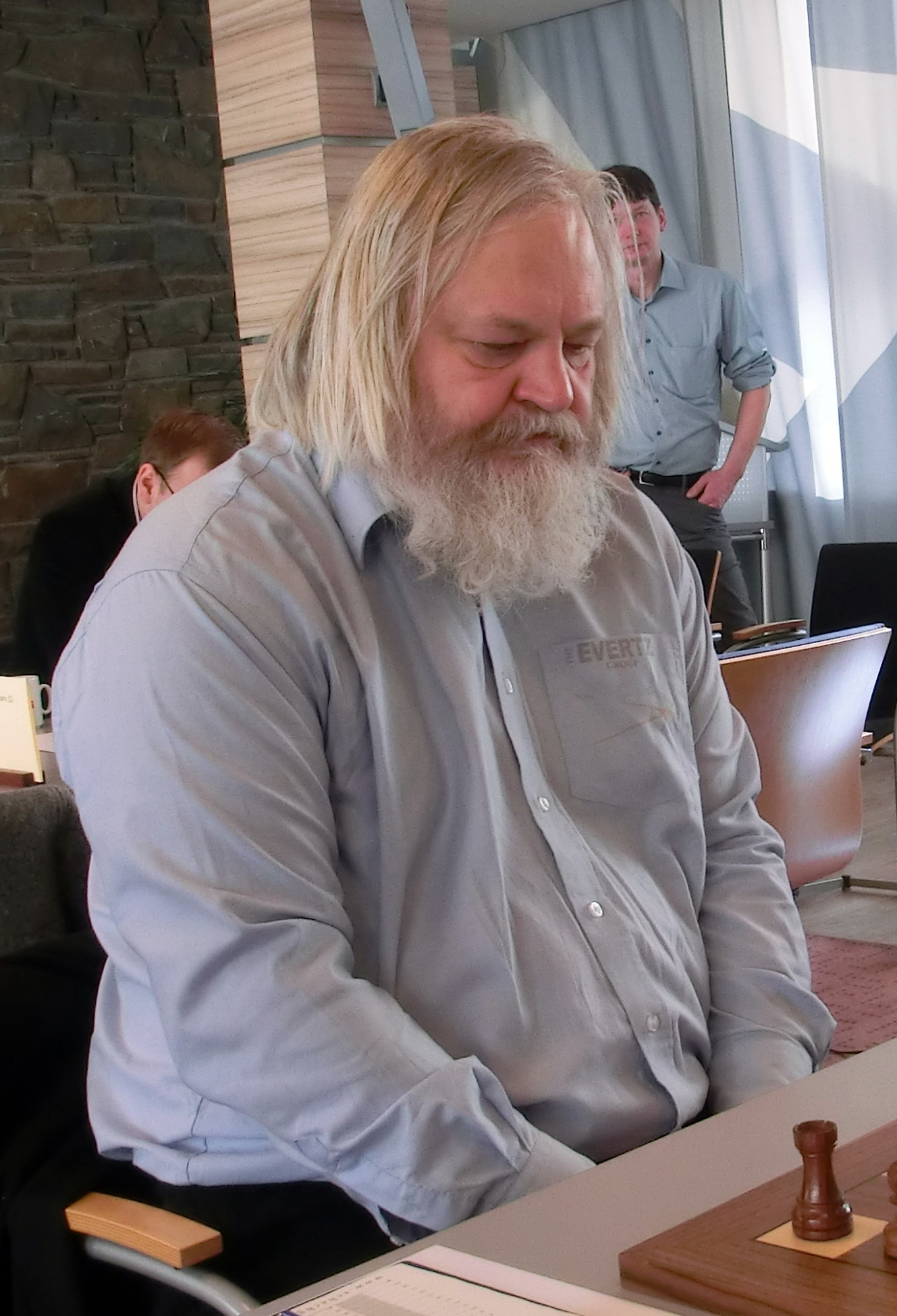
2014 год

Научился играть в шахматы в шесть лет. Был воспитанником школы Михаила Ботвинника в Московском дворце пионеров на Ленинских горах. Сначала тренировался под руководством Михаила Юдовича, а в 1975 году с ним начал работать Марк Дворецкий. Их сотрудничество продлилось многие годы, впоследствии возникла шахматная школа Дворецкого — Юсупова, из которой вышли известные шахматисты: Пётр Свидлер, Сергей Мовсесян, Вадим Звягинцев. В соавторстве с Дворецким Юсупов написал ряд учебников, переведённых на несколько языков.
В 1977 году стал чемпионом мира среди юниоров, тогда же получил звание международного мастера. В 1979 году дебютировал в чемпионате СССР и сразу занял 2-е место. Был одним из победителей турнира претендентов 1985 года, трижды участвовал в претендентских матчах (1985/1987, 1988/1989, 1991/1993). В апреле 1989 года после победы над Гарри Каспаровым на турнире в Барселоне вошёл в символический клуб победителей чемпионов мира Михаила Чигорина.
В 1980—1990 годах выступал за сборную СССР, в её составе становился победителем 2 командных чемпионатов Европы (1980, 1983), командного чемпионата мира (1985) и 5 шахматных олимпиад (1982—1990). В 1986 и 1988 годах в составе московской команды ЦСКА завоёвывал Кубок европейских клубов.
В начале 1990-х годов в своей московской квартире подвергся нападению грабителей, был ими тяжело ранен в живот из пистолета. Вскоре после этого переехал в Германию и с 1992 года выступал под её флагом. В составе сборной Германии стал бронзовым призёром командного чемпионата Европы (1999) и вице-чемпионом шахматной олимпиады (2000).
В дальнейшем сосредоточился на тренерской деятельности, основал в немецком городе Вайсенхорн свою шахматную школу, воспитавшую несколько гроссмейстеров.
В 1999 году Юсупов опубликовал книгу о Русской партии (защите Петрова). В то время он был признанным авторитетом в области дебютов, и его книга считается наиболее энциклопедичным и всесторонним исследованием по данному дебюту. Является экспертом по Защите Ласкера (разновидность отказанного ферзевого гамбита), привнеся много новых идей в дебют более чем столетней давности.
«Целеустремленность» и «сила духа» — вот две отличительные черты Юсупова, по словам Алексея Суэтина, который описал его как «игрока с рациональным позиционным стилем игры».
На протяжении всей своей игровой карьеры Юсупова тренировал и наставлял заслуженный тренер СССР Марк Дворецкий, который считался ведущим шахматным тренером в мире. Юсупов открыто признает, что влияние Дворецкого сыграло важную роль во многих его крупнейших победах. Возникший прочный союз и сотрудничество привели к созданию шахматной школы Дворецкого–Юсупова. Среди учеников этой школы сильные гроссмейстеры Пётр Свидлер, Сергей Мовсесян и Вадим Звягинцев. В 2005 году Юсупову присвоено звание старшего тренера ФИДЕ.
Юсупов также часто публиковал книги Дворецкого и был помощником и советником Виши Ананда и Петера Леко во время их кампаний на чемпионатах мира. Он друг и партнер по тренировкам российского гроссмейстера Сергея Долматова. Долматов был еще одним протеже Дворецкого и, как и Юсупов, стал чемпионом мира среди юниоров в 1978 году.

## Основные спортивные результаты
| Год     | Турнир                                                    | Результат | Место |
| ------- | --------------------------------------------------------- | --------- | ----- |
| 1977    | Чемпионат СССР среди юношей                               | 6 из 9    | 3-6   |
|         | Чемпионат мира среди юношей                               | 10½ из 13 | 1     |
| 1978    | Чемпионат мира среди юношей                               | 10 из 13  | 2     |
|         | Амстердам (турнир мастеров)                               |           | 1     |
| 1979    | 47-й чемпионат СССР                                       | 10½ из 17 | 2     |
| 1980    | Эсбьерг                                                   |           | 1     |
|         | Врбас (XII кат.)                                          | 6½ из 11  | 2-4   |
| 1980/81 | 48-й чемпионат СССР                                       | 10 из 17  | 3-5   |
| 1981    | 49-й чемпионат СССР                                       | 8½ из 17  | 8-9   |
|         | Кап-Пикофорд                                              |           | 1     |
| 1982    | Зональный турнир (Ереван)                                 | 10½ из 15 | 1     |
|         | Межзональный турнир (Толука)                              | 7½ из 13  | 4-7   |
| 1983    | Линарес (XIV кат.)                                        | 5½ из 10  | 4-6   |
|         | 50-й чемпионат СССР                                       | 6½ из 15  | 14-15 |
|         | Индонезия (XI кат.)                                       | 13½ из 21 | 3     |
| 1984    | Сараево (XII кат.)                                        | 7½ из 13  | 3-4   |
|         | Матч Сборная СССР — Сборная мира                          | 1½ из 3   |       |
| 1985    | Межзональный турнир (Тунис)                               | 11½ из 16 | 1     |
|         | Турнир претендентов (XIV кат.)                            | 9 из 15   | 1-3   |
|         | Рейкьявик                                                 |           | 5-6   |
| 1986    | Полуфинальный матч претендентов с Яном Тимманом           | 6 : 3     |       |
|         | Виннипег                                                  |           | 1     |
|         | Бугойно                                                   | 7 из 14   | 4-6   |
|         | Финальный матч претендентов с Андреем Соколовым           | 6½ : 7½   |       |
| 1987    | 54-й чемпионат СССР                                       | 10 из 17  | 5-6   |
|         | Тилбург                                                   | 7 из 14   | 5     |
| 1988    | 1/8 финала матчей претендентов с Яаном Эльвестом          | 3½ : 1½   |       |
|         | 55-й чемпионат СССР                                       | 10 из 17  | 3-4   |
| 1989    | Четвертьфинальный матч претендентов с Кевином Спраггеттом | 5 : 4     |       |
|         | Полуфинальный матч претендентов с Анатолием Карповым      | 3½ : 4½   |       |
| 1995    | Мадрид (XVI кат.)                                         | 5 из 9    | 3     |
| 1996    | Нусслох (XV кат.)                                         | 7 из 11   | 1-2   |
| 1998    | Бад-Хомбург (XIV кат.)                                    |           | 3-4   |

## Изменения рейтинга
| График не отображается по техническим причинам. Чтобы исправить это, воспроизведите график в новом формате, если это возможно. |

## Награды
- Медаль «За трудовое отличие» (1985)

## Книги
- Школа будущих чемпионов. — СПб. : АО «Сфинкс», [1993]. Вып. 1. — 256 с. ISBN 5-87132-001-5. В соавторстве с М. И. Дворецким.
- Секреты дебютной подготовки. — Харьков : Фолио, 1996. — 281, [2] с. (Школа будущих чемпионов; 2). ISBN 966-03-0038-7. В соавторстве с М. И. Дворецким. (2-е изд., испр. и доп. 1998. ISBN 966-03-0442-0.)
- Техника в шахматной игре. — Харьков : Фолио, 1996. — 224 с. (Школа будущих чемпионов; 3). ISBN 966-03-0039-5. В соавторстве с М. И. Дворецким. (2-е изд., испр. и доп. 1998. ISBN 966-03-0443-9.)
- Методы шахматного обучения. — Харьков : Фолио, 1997. — 261, [2] с. (Школа будущих чемпионов; 1). ISBN 966-03-0255-X. В соавторстве с М. И. Дворецким.
- Позиционная игра. — Харьков: Фолио, 1997. — 272 с. (Школа будущих чемпионов; 4). ISBN 966-03-0138-3. В соавторстве с М. И. Дворецким. (2-е изд., испр. и доп. Харьков : Факт, 2001. ISBN 966-637-032-8.)
- Развитие творческого мышления шахматиста. — Харьков : Фолио, 1997. — 232, [1] с. (Школа будущих чемпионов; 5). ISBN 966-03-0256-8. В соавторстве с М. И. Дворецким.
- Yusupov, Artur. The Petroff Defence. — Edition Olms, 1999. — ISBN 3-283-00400-5.